# نحو هندی و نحو عربی
نحو هندی و نحو عربی (همانندی در تعریفات، اصطلاحات و طرح قواعد) کتابی از فتح‌الله مجتبائی است که در سال ۱۳۸۳ منتشر و در مراسم کتاب سال جمهوری اسلامی ایران به‌عنوان کتاب برگزیده معرفی شد.